# 35,5 cm Haubitze M1
35,5 cm Haubitze M1 — немецкая осадная гаубица.

## История
M1 разработана компанией Rheinmetall в Дюссельдорфе перед Второй мировой войной, чтобы удовлетворить запрос немецкой армии по сверхтяжёлым гаубицам, способным разрушить мощные укрепления линий Мажино и Бенеша, и с 1939 года поступила в производство. По существу мортира, так как огонь вёлся на углах возвышения только более 45°. Первая гаубица, выпущенная в ноябре 1939 года досталась 641-му тяжёлому моторизованному артиллерийскому дивизиону. В 1942 году изготовили 5 штук (март — 1, июнь — 2, август — 1, сентябрь — 1), по одной в 1943 (май) и 1944 годах. К ним был произведен 3981 снаряд. Применялись в битве за Францию и на Восточном фронте, в боевых действиях в операции «Барбаросса», 1 или 2 при штурме Севастополя в 1942 году (11-я армия группы «Юг», 6 — 19 июня 1942 года выпустили 341 снаряд), блокаде Ленинграда и подавлении Варшавского восстания в 1944 году. К 1 марта 1945 года осталось 7, из них 2 на фронте, к ним 2210 снарядов.

## Описание
При проектировании использовали многие из тех же принципов, как для меньших орудий, включая системы двойного отката. Гаубица также разбиралась на шесть частей для транспортировки, транспортировалась на 7 повозках, буксируемых 18-тонными полугусеничными тягачами Sd.Kfz.9, 7-ю занимал кран. Для сборки и разборки орудия использовался козловой кран (питание осуществлялось от генератора на буксирующем транспортном средстве). Сборка на новой огневой позиции занимала около двух часов. Гаубица использовала только 575 кг бетонобойный снаряд с 34,2 кг взрывчатого вещества. Для выстрела использовалось 93,4 кг пороха, чтобы достичь дальности 20 850 метров. Живучесть ствола около 2000 выстрелов.

## Характеристики
- Количество построенных 8
- Вес в боевом положении 78 тонн
- Длина ствола 8,05 метров
- Вес снаряда 575 кг
- Калибр 356 мм
- Скорострельность 1 выстрел в 4 минуты
- Начальная скорость 570 м/с
- Максимальная дальность стрельбы 20 850 м